# مطار كاستيلون-كوستا أزاهار
مطار كاستيلون كوستا أزاهار (إياتا: CDT، إيكاو: LECH) هو مطار يخدم مدينة كاستيلون دي لا بلانا، ويقع بالقرب من فيلانوفا دالكوليا وبينلوك وكابانيس. في منطقة بلنسية بإسبانيا.

## التاريخ

### التأسيس والبناء
أعلنت السلطات المحلية رسميًا عن افتتاح المطار في مارس 2011، قبل الانتخابات الإقليمية بفترة وجيزة، وبلغت التكلفة الإجمالية 150 مليون يورو، على الرغم من عدم توقيع أي شركة طيران على الهبوط هناك أو موافقة الحكومة على التشغيل. بعد تأخير لعدة سنوات، كان من المقرر أن تبدأ الرحلات الجوية التجارية في 1 أبريل 2012، لكن أول رحلة تجارية إلى المطار هبطت في 15 سبتمبر 2015.
في فبراير 2012، ورد أنه يجب إجراء تعديلات على المدرج قبل أن يتم تشغيل المطار. ثم ورد لاحقًا أنه سيتم حفر المدرج بالكامل.
أصبح المطار رمزًا للإنفاق المسرف الذي ساعد في إغراق إسبانيا في أزمة مالية 2008-2012. على سبيل المثال، تبين أن الشركة المسؤولة عن إدارة المطار، أيروكاس، أنفقت 26 مليون يورو، أي سدس تكلفة المطار، على رعاية فرق رياضية مختلفة في منطقتها. كما تم نصب تمثال يبلغ ارتفاعه 24 مترًا، وتبلغ قيمته 375 ألف دولار، وغالبًا ما يتم تفسيره على أنه يمثل كارلوس فابرا، السياسي المحلي القوي سابقًا والذي كان القوة الدافعة وراء بنائه، خارج المطار مباشرةً. كان فابرا قيد التحقيق القضائي فيما يتعلق بعدة حالات فساد وتهرب ضريبي، وحُكم عليه بالسجن لمدة أربع سنوات بتهمة الاحتيال الضريبي في ديسمبر 2014.
في 14 يناير 2014، بعد ما يقرب من أربع سنوات من الافتتاح الرسمي للمطار، غادرت أول رحلة من كاستيلون كوستا أزاهار. نقلت رحلة طيران مستأجرة لشركة إير نوستروم فريق كرة القدم فياريال، الذي يرعاه المطار نفسه، إلى سان سيباستيان لمباراتهم في كأس الملك ضد ريال سوسيداد.

### الرحلات المنتظمة
بدأت أول الرحلات المنتظمة، وإن كانت موسمية، من كاستيلون كوستا أزاهار إلى بريستول ولندن ستانستيد، التي تديرها شركة رايان إير، في سبتمبر 2015. فتح الاتحاد الأوروبي تحقيقًا رسميًا فيما إذا كانت كل من الشركة الكندية التي تدير المطار إس إن سي لافالين، وشركة رايان إير تتلقى إعانات غير قانونية من الحكومة الإقليمية.
بين أغسطس ونوفمبر 2020، تم نقل ثلاث طائرات بوينج 747 تابعة لشركة الخطوط الجوية البريطانية تم إيقافها عن العمل إلى مطار كاستيلون كوستا أزاهار للتفكيك. اشتعلت النيران في طائرة واحدة، مسجلة برقم G-CIVD، وتضررت بشدة.
أثناء الغزو الروسي لأوكرانيا عام 2022، أصبح مطار كاستيلون-كوستا أزاهار منشأة تخزين لأسطول الخطوط الجوية الدولية الأوكرانية المكون من ست طائرات بوينج 737. وفي عام 2022 أيضًا، قامت عدد من شركات الطيران بجدولة مسارات جديدة من المطار. وشملت هذه الخطوط الجوية ويز إير إلى بودابست، وريان إير إلى دبلن وبروكسل شارلروا، وإير نوستروم التي تربط المطار محليًا بمدريد.

## إحصائيات
| السنة | التغيير | عدد المسافرين | العمليات |
| ----- | ------- | ------------- | -------- |
| 2023  | 89,68%  | 283.259       | 9.780    |
| 2022  | 299,32% | 149.339       | 8.595    |
| 2021  | 7,14%   | 37.398        | 5.844    |
| 2020  | 67,89%  | 40.275        | 7.750    |
| 2019  | 6,88%   | 125.448       | 6.515    |
| 2018  | 18,62%  | 117.368       | 2.445    |
| 2017  | 36,16%  | 144.221       | 1.630    |
| 2016  | 356,55% | 105.924       | 1.279    |
| 2015  | -       | 23.201        | 443      |

## شركات الطيران والوجهات
قائمة شركات الطيران التي تقدم رحلات منتظمة أو موسمية من وإلى مطار كاستيلون كوستا أزاهار:
| Airlines  | الوجهات |
| --------- | --- |
| ايبيريا   | مدريد - بالما دي مايوركا (ابتداءاً من 18 يوليوز 2025)                                                                                       |
| رايان إير | شارلروا - لندن ستانستد - ويزي رحلات موسمية: بيرغامو - برلين - بودابست (ابتداءاً من 30 مارس 2025) - كراكوف (ابتداءاً من 31 مارس 2025) - بورتو |
| فولوتيا   | رحلات موسمية: أستورياس (ابتداءاً من 21 ديسمبر 2024) - بلباو                                                                                 |
| ويز إير   | بوخارست-أوتوبيني رحلات موسمية: روما فيوميتشينو                                                                                             |